# Cyrus Villanueva
Cyrus Villanueva (* 20. Juni 1996 in Wollongong) ist ein australischer Popsänger, der 2015 als Sieger aus der Castingshow X Factor Australia hervorging.

## Karriere
Singen und Gitarre spielen lernte Cyrus Villanueva von seinem Vater, einem Einwanderer von den Philippinen, der selbst Vollzeitmusiker gewesen war. Unter dem Namen Jo Vill trat dieser zuerst in Victoria auf, bevor er in die südlich von Sydney gelegene Stadt Wollongong zog, wo Cyrus 1996 geboren wurde. Als Jugendlicher unterstützte er seinen Vater und trat schließlich selbst als Straßenmusiker sowie in Cafés und bei Hochzeiten auf.
Nachdem er die High School abgeschlossen hatte, bewarb er sich 2015 erfolgreich bei X Factor. Coach seiner Gruppe war der US-Musiker Chris Isaak. Mit dessen Song Wicked Game hatte er bereits während der Show einen Hit: Er erreichte Platz 1 der iTunes-Charts und Platz 6 der australischen Singlecharts. Weitere Songs platzierten sich in den erweiterten Top 100 der Charts. Er erreichte schließlich als Favorit das Finale und setzte sich dort gegen die Mitbewerber durch. Mit seinem Siegersong Stone aus der Schlusssendung kam er anschließend auf Platz 4 der offiziellen Charts und erreichte Gold-Status.
Als Gewinner stand Villanueva ein Plattenvertrag mit Sony Music zu. Zum Jahresende erschien dort das Album Cyrus. Es stieg auf Platz 9 der Charts ein und wurde ebenfalls mit Gold ausgezeichnet. 2016 veröffentlichte er zwei weitere Singles, die ebenfalls in die Charts kamen, darunter das Duett Hurt Anymore mit der X-Factor-Siegerin von 2012 Samantha Jade.

## Diskografie
Alben
- Cyrus (2015)

Lieder
- Wicked Game (Original: Chris Isaak, 2015)
- Hold Back the River (Original: James Bay, 2015)
- Rumour Has It (Original: Adele, 2015)
- Knockin’ on Heaven’s Door (Original: Bob Dylan, 2015)
- In the Air Tonight (Original: Phil Collins, 2015)
- Jealous (2015)
- Stone (2015)
- Keep Talking (2016)

Gastbeiträge
- Hurt Anymore / Samantha Jade featuring Cyrus